# ليليانا بورتر
ليليانا بورتر (بالإسبانية: Liliana Porter)‏ هي فنانة معاصرة تعمل في مجموعة متنوعة وواسعة من وسائل الإعلام، بما في ذلك التصوير، الطباعة، وسائل الإعلام المختلطة، التثبيت وكذلك فم ومهارة الفيديو.

## التعليم والخبرة في مجال التدريس
ولدت بورتر في بوينس آيرس، الأرجنتين في عام 1941. في سن المراهقة درست في الجامعة الأيبيرية الأمريكية في مدينة مكسيكو بالمكسيك، حيث درست رفقة كل من غييرمو سيلفا سانتاماريا وماتياس جويريتز. عادت إلى الأرجنتين وأكملت تدريبها في المدرسة الوطنية الفنون الأرجنتينية (بالإسبانية: Escuela Nacional de Bellas Artes)‏ في بوينس آيرس. وفي عام 1964 انتقلت إلى مدينة نيويورك حيث شاركت في تأسيس ورشة رسم نيويورك مع زملائها الفنانين مثل لويس كامنيتزر وخوسيه غييرمو كاستيلو. في عام 1974 كانت المؤسس المشارك ومدربة النقش في استوديو كامنيتزر الذي يسكن بالقرب من لوكا في إيطاليا وقد رحب بها الفنانين العاملين في جميع وسائل الإعلام. بعد عقد وظائف تدريسية في استوديو بورتر-وينر استوديو للطباعة وكذلك ورشة عمل ساني، أصبحت بورتر أستاذة في كلية كوينز التابعة لجامعة مدينة نيويورك في عام 1991 وبقيت هناك حتى عام 2007.

## العمل الفني
استشهدت بورتر بكل من لويس فيليبي نوي، جورجيو موراندي، روي ليختنشتاين وكذلك مجموعة حرب العصابات وقد أكدت أنها أثرت على عملها بشكل كبير. أما حاليا فهي تعيش وتعمل في نيويورك بعدما جابت مجموعة من المدن والدول، كما تجدر الإشارة إلى أنها عملت مرتين لصالح شركة إم تي آي نيويورك (بالإنجليزية: MTA Of New York)‏ خاصة في برنامج تصميم فنون النقل الحضري، وكذلك البرنامج المكرس لخلق الفن العام من محطة مترو نيويورك. في عام 1994، قامت بورتر بإنشاء سلسلة فسيفساء تحمل عنوان أليس: طريقة للخروج،  حيث تضم صور مستوحاة من لويس كارول في رواية أليس في بلاد العجائب كان ذلك على الشارع 50 من محطة مترو الأنفاق. في عام 2012، تعاونت ليليانا مع الفنانة الأوروغويانية آنا تيسكورنيا لإنشاء ما عُرف بدون عنوان مع السماء على الزجاج الأمامي ورجاج الفسيفساء المخصص للجلوس في محطة سكاربورو. وقد تواصل التعاون بين كل من وآنا بورتر حيث قاموا بعمل جديد مشترك بتاريخ كانون الثاني/يناير من العام 2013 في Galería del Paseo في مونتيفيديو التابعة لدولة أوروغواي.
ظهرت أعمال بورتر في مجموعة من متاحف الفن المعاصر مثل متحف سان دييغو، متحف الفن الحديث في نيويورك، متحف تيت مودرن (لندن)، متحف ويتني للفن الأميركي، متحف تامايو (المكسيك)، المتحف الوطني للفنون الجميلة (بوينس آيرس)، متحف متروبوليتان للفنون (نيويورك)، متحف بوسطن للفنون الجميلة، مؤسسة سميثسونيان (واشنطن العاصمة)، متحف الفنون الجميلة (سانتياغو، تشيلي)، متحف الفنون الجميلة (بوغوتا، كولومبيا) و غيرها.

## الجوائز
- زمالة غوغنهايم (1980)
- زمالة مؤسسة نيويورك للفنون الجميلة (1985، 1996، 1999)
- زمالة نيا-منتصف المحيط الأطلسي (1994)
- جائزة البحوث للموظفين الفنيين-جامعة مدينة نيويورك جائزة البحوث (حصلت عليها سبع مرات في الفترة ما بين 1994-2004)

## وصلات خارجية
- الموقع الرسمي
- ليليانا بورتر في متحف الفن الحديث
- ليليانا بورتر على Artnet
- ليليانا بورتر في مؤسسة ضياء الفن